# Distretto di Ba Be
Il distretto di Ba Be (vietnamita: Ba Bể ) è un distretto (huyện) del Vietnam che nel 2019 contava 48.325 abitanti.
Occupa una superficie di 678 km² nella provincia di Bac Kan. Ha come capitale Cho Ra.
Il distretto prende il nome dal Lago di Ba Be (Hồ Ba Bể), il più grande lago naturale del Vietnam, attorno al quale si sviluppa l'omonimo parco nazionale.